# 南舒格克里克鎮區 (密蘇里州蘭道夫縣)
南舒格克里克鎮區（英語：South Sugar Creek Township）是位於美國密蘇里州蘭道夫縣的一個行政鎮區。

## 地方資料
南舒格克里克鎮區的面積為57.99平方千米，當中陸地面積為57.81平方千米，而水域面積為0.18平方千米。根據2020年美國人口普查的數據，當地共有人口7375人，而人口密度為每平方千米127.18人。